# Dendrochronologia
Dendrochronologia — оглядовий, міжнародний науковий журнал, презентує результати високоякісних досліджень, пов'язаних з ростом річних кілець у деревині, тобто у дерев і кущів, а також проблеми застосування їх на практиці (дендрохронологія).
Тематика журналу охоплює наступні напрямки, але не тільки їх:
- Археологія
- Ботаніка
- Кліматологія
- Екологія
- Лісове господарство
- Геологія
- Гідрологія

Відповідальний редактор — Paolo Cherubini.

## Ресурси Інтернету
- Dendrochronologia online [Архівовано 23 серпня 2017 у Wayback Machine.]